# تاریخچه نسخه‌های ویندوز ۱۱
ویندوز ۱۱ یک سیستم‌عامل است که توسط مایکروسافت در سال ۲۰۲۱ عرضه شد. اولین نسخه از آن توسط ویندوز اینسایدر و به‌واسطهٔ کانال توسعه‌دهندگان در ۲۸ ژوئن ۲۰۲۱ منتشر شد.

## تاریخچهٔ نسخه‌ها
| راهنما: | پیش‌نمونه منقضی شده | پیش‌نمونه قدیمی در دسترس | پیش‌نمونه کنونی |

### نسخهٔ 21H2
| پیش‌نمونه‌های ویندوز ۱۱ نسخهٔ 21H2 | پیش‌نمونه‌های ویندوز ۱۱ نسخهٔ 21H2                            | پیش‌نمونه‌های ویندوز ۱۱ نسخهٔ 21H2 |
| ورژن                            | تاریخ‌های انتشار                                            | یادداشت‌ها |
| ------------------------------- | ---------------------------------------------------------- | --- |
| ۱۰٫۰٫۲۲۰۰۰٫۵۱                   | کانال توسعه‌دهندگان: ۲۸ ژوئن ۲۰۲۱                           | این نسخه، اولین نسخهٔ منتشر شده از ویندوز ۱۱ است. ویژگی‌های جدید ویندوز ۱۱ را ببینید. |
| ۱۰٫۰٫۲۲۰۰۰٫۶۵                   | کانال توسعه‌دهندگان: ۸ ژوئیه ۲۰۲۱                           | - افزوده شدن قابلیت جستجو در منوی استارت |
| ۱۰٫۰٫۲۲۰۰۰٫۷۱                   | کانال توسعه‌دهندگان: ۱۵ ژوئیه ۲۰۲۱                          | - ویجت سرگرمی جدید در بخش ویجت ها اضافه شده است - طراحی مجدد منوهای زمینه با متریال اکریلیک - طراحی مجدد پیش نمایش های نوار وظیفه - کنترل جدید SplitButton برای ساخت پوشه ها و پرونده های جدید در نوار فرمان فایل اکسپلورر                                                      |
| ۱۰٫۰٫۲۲۰۰۰٫۱۰۰                  | کانال توسعه‌دهندگان: ۲۲ ژوئیه ۲۰۲۱ کانال بتا: ۲۹ ژوئیه ۲۰۲۱ | - ادغام گپ از مایکروسافت تیمز - بهبودهای انجام شده در آیکون‌های پنهان، نماد صفحه کلید لمسی و تقویم در نوار وظیفه - اضافه شدن دسترسی سریع به تنظیمات کمکی فوکوس در مرکز اطلاع‌رسانی - بازطراحی نشانگر فعالیت پس زمینه برنامه در نوار وظیفه - انیمیشن‌های جدید در فروشگاه مایکروسافت |
| یادداشت‌ها: 1.                   |                                                            | |